# 스미스 부부
《스미스 부부》(영어: Mr. & Mrs. Smith)는 1941년 개봉한 미국의 코미디 영화로, 알프레드 히치콕이 감독을 맡았다.

## 줄거리
뉴욕에 사는 앤과 데이비드 스미스 부부는 서로 사랑하지만 사소한 다툼으로 며칠씩 냉전을 벌이곤 한다. 어느 날 아침, 앤은 데이비드에게 다시 결혼할 의향이 있는지 묻는다. 데이비드는 현재 아내를 사랑하고 다른 사람과 결혼할 생각은 없지만, 자유를 잃게 된다는 이유로 다시 결혼하지 않겠다고 답한다. 
그날 오후, 데이비드는 아이다호의 한 관리로부터 과거 아이다호에서 올린 결혼이 관할구역 실수로 무효가 되었다는 소식을 듣는다. 앤에게도 같은 소식이 전해지지만, 앤은 데이비드가 곧 자신에게 다시 청혼할 것이라 믿고 이 사실을 숨긴다. 그러나 데이비드는 결혼 이야기는 꺼내지도 않고, 오히려 예전 자주 갔던 레스토랑은 엉망이 되어버렸다. 결국 앤은 데이비드에게 실망하여 그를 집에서 내쫓는다.
데이비드는 클럽에서 밤을 보내고 다음날 집에 돌아가지만, 앤의 하녀는 그의 출입을 막는다. 로비에서 기다리던 데이비드는 앤이 낯선 남자와 함께 돌아오는 것을 보고 화를 내며 그녀의 재정 지원을 끊겠다고 협박하고 직장에서 해고시킨다. 이에 앤은 절대 그와 재혼하지 않겠다고 선언한다.
데이비드의 친구이자 변호사인 제프는 앤을 설득해 재혼시키려 하지만, 오히려 앤의 변호사가 되어 법적 결과를 설명한다. 데이비드 앞에서 앤에게 데이트 신청까지 한다. 데이비드가 이를 막으려 하자 앤은 오히려 데이트를 수락한다. 데이트 후 폭우 속에서 낙하산 놀이기구에 갇히게 되고, 제프는 앤이 준 술에 취해버린다. 앤은 집으로 돌아간다.
앤과 제프는 계속 데이트를 하며 제프의 부모님과 함께 스키 휴가를 떠나기로 한다. 하지만 휴가지에서 데이비드가 그들의 옆집에 묵고 있다는 사실을 알게 된다. 데이비드는 아픈 척 연기를 하지만, 앤에게 들통나고 둘은 격렬하게 싸운다. 그 모습을 본 제프는 앤과 데이비드가 서로에게 운명임을 깨닫고, 앤이 데이비드와 싸우도록 자신을 이용하려 한다는 사실을 알아챈다.
앤은 스키를 못 타면서도 스키를 타고 산장으로 가려 한다. 데이비드는 스키를 신겨주겠다고 하지만 꼼수를 부려 그녀를 넘어지게 만든다. 앤은 결국 데이비드의 꾀를 알아채고 저항하지만, 데이비드는 그녀에게 키스하며 논쟁을 끝낸다.

## 출연
- 캐럴 롬바드 - 앤 스미스
- 로버트 몽고메리 - 데이비드 스미스
- 진 레이먼드 - 제퍼슨 커스터
- 잭 카슨 - 척 벤슨
- 필립 메리베일 - 애슐리 커스터
- 루실 왓슨 - 커스터 부인
- 윌리엄 트레이시 - 새미
- 찰스 홀턴 - 해리 디버
- 에스터 데일 - 크라우스하이머 부인
- 에마 던 - 마사
- 베티 콤프슨 - 거티
- 퍼트리샤 파 - 글로리아
- 윌리엄 에드먼즈 - 집주인
- 아델 피어스 - 릴리
- 에머리 파넬 - 콘웨이

## 기타
- 의상: 아이린